# جون تايلور (منافس ألعاب قوى)
جون تايلور (بالإنجليزية: John Taylor) (و. 1883 – 1908 م) هو منافس ألعاب قوى، وطبيب بيطري أمريكي، ولد في واشنطن، شارك في الألعاب الأولمبية الصيفية 1908، توفي في فيلادلفيا، عن عمر يناهز 25 عاماً، بسبب حمى التيفوئيد.

## التعليم
تعلم في جامعة بنسيلفانيا
.

## روابط خارجية
- جون تايلور على موقع الاتحاد الدولي لألعاب القوى (الإنجليزية)
- جون تايلور على موقع أوليمبيديا (الإنجليزية)